# Grazioso Benincasa
Grazioso Benincasa (né à Ancône entre 1400 et 1415 - mort après 1482) est un navigateur et un cartographe italien. 

## Biographie

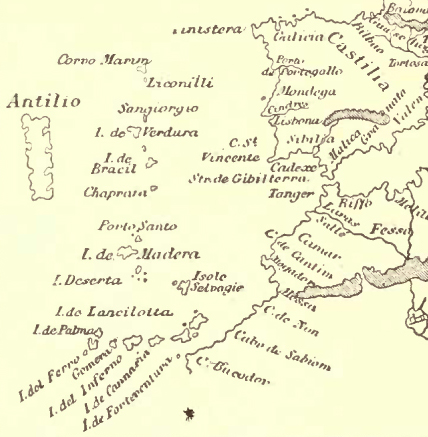
Détail de la carte de 1476 de Benincasa, montrant l'île légendaire « d'Antilio »

Sa famille était peut-être originaire de Gubbio, et s'est installée dans la ville d'Ancône au début du siècle. XIII.
Il est né à Ancône, avant 1420, de Jacopo Benincasa et de Contessa Casciotti. 
Au début de sa carrière, il est patron de navire et durant plusieurs années, parcourt la Mer Méditerranée et la Mer Noire. Rédigé à la première personne entre 1435 et 1445, son portulan (sens propre : recueil d'informations marines) affirme que l'auteur a vérifié de visu les informations qu'il y apporte sur ces deux espaces maritimes. 
Vers 1460,  son bateau est arraisonné près de Tunis par le corsaire génois Manuele Marrufo et en 1461, il porte plainte auprès de la seigneurie de Gênes. « La même année, il signe sa première carte » et par la suite, réalise et vend des cartes durant vingt ans. 

### École de cartographie

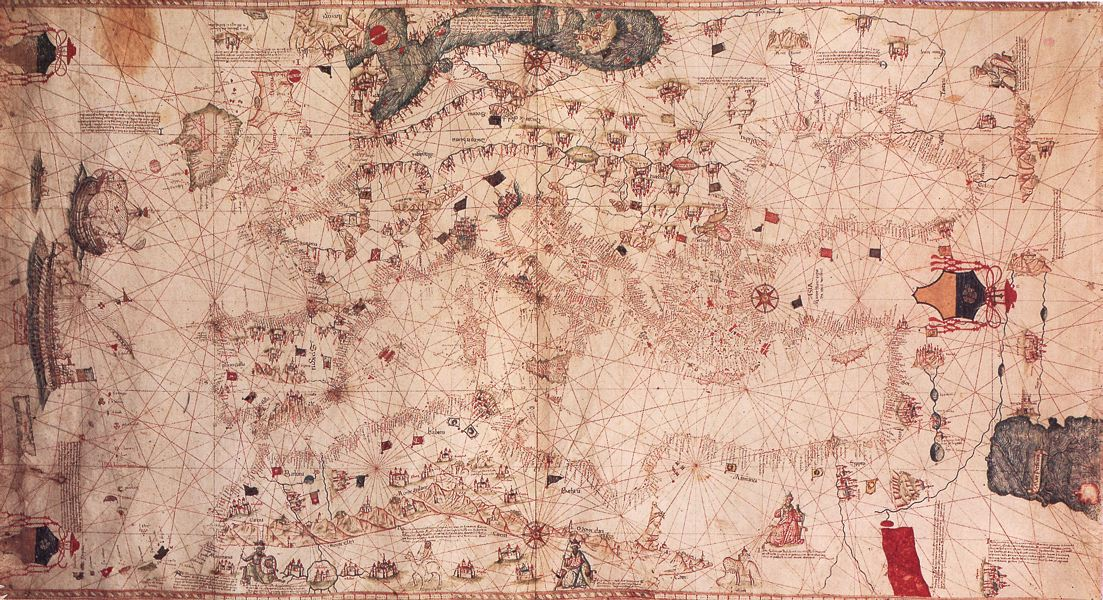
Carte nautique de la Méditerranée par Grazioso Benincasa à Ancône, 1492. Biblioteca Universitaria de Bologne

Il est probable qu'il ait travaillé dans l'atelier de Samuel Corcos, élève du célèbre cartographe du roi, le Juif majorquin Yehuda Cresques, qui devient (pt) Marcia de Viladesters quand il doit se convertir au catholicisme lors des pogroms anti-juifs d'Espagne de 1391 et fuir en Sicile puis en Italie, pour fonder l'école de cartographie d'Ancône, l'une des plus importantes du XVe siècle entre 1461 et 1482, d'où Benincasa sort vers 1435. 
Appartenant à cette école de cartographie anconitaine, Grazioso Benincasa réalise de nombreux portulans - vingt-deux lui sont attribués avec certitude -, représentant notamment principalement la mer Méditerranée, mais aussi la côte occidentale de l'Afrique et les îles du Cap-Vert. Sur certains d'entre eux figurent l'île d'Antilia et d'autres îles légendaires. 
Son fils Andrea Benincasa est également cartographe dans leur ville natale d'Ancône.

### Vie privée
En 1435, il se marie une première fois avec Franca di Antonio di Petrello Torenghi puis en secondes noces avec Pollonia Bonagiuanta
Ayant vécu à Ancône, à Gênes après 1461 puis à Rome et enfin, essentiellement à Venise pour revenir à Ancône, Benincasa meurt après 1482.

## Hommages
Une rue de Rome en Italie, dans le quartier de Pigneto, porte le nom de Grazioso Benincasa. À Ancône, un important institut technique économique (anciennement «Institut administratif technique commercial et des géomètres») est dédié à l'illustre cartographe et possède l'un de ses manuscrits dédicacés (ms 232) .